# Qhapaq Ñan
Qhapaq Ñan (kečuanski jezik za „veliki put”) ili Put Inka (španjolski: Camino Inca) je bio najopsežniji i najnapredniji sustav komunikacije pretkolumbovske Amerike. Ovaj opsežan sustav Inka za trgovinu i obranu se sastoji od mreže cesta koje pokrivaju 30.000 km. Izradili su ga Inke tijekom nekoliko stoljeća, a dijelom na temelju infrastrukture Inka prethodnika, posebice Vari kulture. Ova izvanredna mreža putova prolazi kroz jedan od najekstremnijih zemljopisnih terena na svijetu, te povezuje snijegom prekrivene vrhove Anda na nadmorskoj visini većoj od 6.000 m, te vruće prašume na obali, ali i plodne doline i apsolutne pustinje. Put je dosegao svoju maksimalnu ekspanziju u 15. stoljeću, kada se proširio diljem uzduž i poprijeko Anda. Izgradnja ceste je zahtijevala velik utrošak vremena i truda, a o kvaliteti gradnje govori i činjenica da su mnogi dijelovi još uvijek u vrlo dobrom stanju, nakon više od 400 godina korištenja. Tijekom španjolske vladavie, dijelovi puta su dobili status „Kraljevske ceste” (Camino Real). Danas Qhapac Nan, andski sustav putova, obuhvaća 273 dijela koja su sačuvana u rasponu od više od 6.000 km.
Qhapaq Ñan, zajedno s pripadajućom infrastrukturom za trgovinu, smještaj i skladištenja, kao i mjesta vjerskog značaja, je 2014. godine upisan na UNESCO-ov popis mjesta svjetske baštine u Americi jer predstavlja društvena, politička, arhitektonska i inženjerska dostignuća Inka.